# حامول أرجنتيني
حامول أرجنتيني (الاسم العلمي:Cuscuta argentinana) هو نوع من النباتات يتبع جنس الحامول من الفصيلة المحمودية.
سمي هذا النوع نسبةً إلى الأرجنتين.